# 佐賀の七賢人
佐賀の七賢人（さがのしちけんじん）は、江戸時代末期（幕末）から明治維新にかけて活躍し、その後も功績を残した、佐賀藩（今の佐賀県）出身の七人、鍋島直正、島義勇、佐野常民、大木喬任、副島種臣、江藤新平、大隈重信の総称である。
これらの人物は明治時代頃から顕彰されていたものの、「七賢人」と総称されるようになったのは1981年（昭和56年）ごろからであるという。佐賀県においては一定の知名度を持ち、2017年10月に佐賀新聞が行った調査では、10.2%の回答者が7人全員の名前を答えられたのに対し、25.4%の回答者は1人も答えられなかった。

## 七賢人の略歴
並びは出生順。
|  | 鍋島直正（閑叟） 1814年（文化11年）に佐賀藩九代藩主鍋島斉直の子として、江戸に生まれる。1830年（天保元年）に佐賀藩の第十代藩主となる。武雄領主鍋島茂義の影響を受け開明政策を採用し、1834年（天保5年）に佐賀城下に医学館を建てる（この後、公立佐賀病院の名称を経て、好生館と名を変え、今の佐賀県医療センター好生館の原型となっている）。1850年（嘉永3年）に今の佐賀市に反射炉を建てる。明治維新後は議定に就任し大納言の位を受ける。1869年（明治2年）に開拓長官となるが任地に赴くことなく1871年（明治4年）に死去。 |
|  | 佐野常民 1822年（文政5年）に今の佐賀市川副町に生まれる。1855年（安政2年）に日本初の蒸気機関車模型を完成させる。1867年（慶応3年）にパリ万博にて赤十字について知る。1877年（明治10年）に大給恒らと博愛社を創設。1880年（明治13年）に大蔵卿に就任。1887年（明治20年）に博愛社を日本赤十字社と改める。1902年（明治35年）に死去。 |
|  | 島義勇 1822年（文政5年）に今の佐賀市に生まれる。1856年（安政3年）〜1857年（安政4年）に北海道と樺太を探検・調査。1869年（明治2年）に北海道開拓使主席判官に就任し、札幌のまちづくりの指揮をとる。1871年（明治4年）に秋田県令（現在の秋田県知事）に就任。1874年（明治7年）に佐賀の乱で敗れ、刑死。 |
|  | 副島種臣 1828年（文政11年）に今の佐賀市に生まれる。1869年（明治2年）に参議、1871年（明治4年）に外務卿、1892年（明治25年）に内務大臣に就任。1905年（明治38年）に死去。現在の、佐賀新聞の題字は本人によるもの。 |
|  | 大木喬任 1832年（天保3年）に今の佐賀市水ケ江に生まれる。1868年（明治元年）に東京府知事、1871年（明治4年）に初代文部卿、1873年（明治6年）に参議、司法卿、1880年（明治13年）に元老院議長に就任。1899年（明治32年）に死去。 |
|  | 江藤新平 1834年（天保5年）に佐賀郡八戸村（今の佐賀市八戸町）に生まれる。1870年（明治3年）、民権の平等や裁判所の設置、三権分立を推進し、近代日本司法制度の整備や民法制定など法典編纂を主導した。1872年（明治5年）に司法卿、1873年（明治6年）には参議に就任。1874年（明治7年）佐賀の乱で敗れ、刑死。維新の十傑の一人。 |
|  | 大隈重信 1838年（天保9年）、今の佐賀市水ケ江に生まれる。1870年（明治3年）、参議、1873年（明治6年）、参議兼大蔵卿になる。1882年（明治15年）3月、立憲改進党結成。同年10月、東京専門学校（現在の早稲田大学）を開校。1888年（明治21年）、外務大臣、1898年（明治31年）、内閣総理大臣（第1次大隈内閣）。1914年（大正3年）、2度目の内閣総理大臣（第2次大隈内閣）。1922年（大正11年）に死去、国民葬。 |

## 「佐賀の八賢人」
「佐賀の七賢人」に、副島の実兄の枝吉神陽を加えて「八賢人」とされることもある。
|  | 枝吉神陽 1822年（文政5年）に今の佐賀市に生まれる。副島種臣は実弟。1850年（嘉永3年）に「義祭同盟」を結成し、尊王運動を展開。「義祭同盟」は副島種臣のほか大隈重信・江藤新平・大木喬任・島義勇に影響を与えた。1863年（文久3年）に死去。 |

## 註
1. 1 2  “佐賀の12賢人 佐賀市［佐賀県］”.   佐賀市. 2019年9月1日閲覧。
2. 1 2  “さが維新塾（7） 青嶺中学校（伊万里市）で出前授業”. 佐賀新聞LiVe.   佐賀新聞 (2018年3月25日). 2019年9月1日閲覧。
3. ↑  福岡博『佐賀の幕末維新 八賢伝』（出門堂）、龍造寺八幡宮・楠神社編『枝吉神陽先生遺稿 楠神社御遷座百五十年祭記念出版』（出門堂）。